# Тондучхон
Тондучхон (кор. 동두천시) — місто в Республіці Корея, неподалік кордону з північною Кореєю. Населення міста (муніципалітету) становить 417 915 тис. жителів.
Місто розташоване за 40 км на північ від столиці країни Сеула, з яким з'єднане залізницею та автомагістраллю.